# Страстоцвет четырёхгранный
Страстоцве́т четырёхгра́нный, или пассифло́ра четырёхгранная, или гига́нтская гранади́лла, или маракуйя гигантская (лат. Passiflóra quadranguláris) — древовидная лиана, дающая съедобные плоды; вид рода страстоцвет семейства страстоцветные.

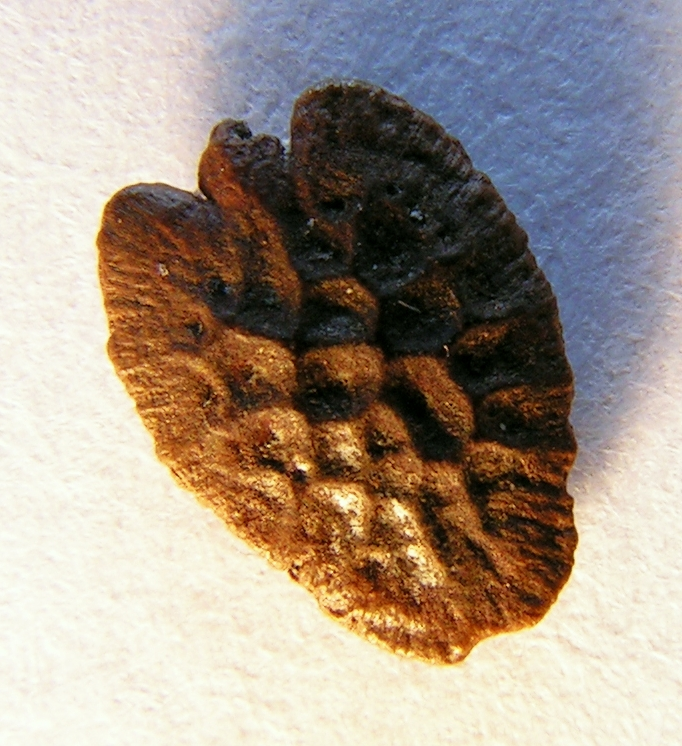
Семя гигантской гранадиллы (длина семени — около 7 мм)

## Ботаническое описание
Гигантская гранадилла — лиана длиной 10—15 м (иногда может достигать 45 м), вьющаяся вокруг опоры.
Плоды овальные, 10—30 см длиной и 8—12 см шириной, с тонкой жёлтой или зелёной кожурой. Внутри содержится ароматная мучнистая, белая или розовая, кисло-сладкая мякоть с относительно крупными семенами.
Листья крупные, гладкие, сердцевидные, яйцевидные или заостренные. На черешках от 4 до 6 желез.

## Распространение
Родина Гигантской гранадиллы — тропическая Америка.
Начиная с 1750 года гранадиллу культивируют на Барбадосе и некоторых других островах Антильского и Багамского архипелагов, в Латинской Америке от Мексики до Бразилии и Перу. В XVIII веке она была завезена в Малайзию и Индонезию, затем распространилась в Индии, южном Вьетнаме, на Шри-Ланке, на Филиппинах, в тропической Африке и Австралии.

## Использование
Мякоть гигантской гранадиллы употребляется в свежем виде, а также используется для получения сока, изготовления желе, фруктовых салатов и т. д.